# Пожарище (Бокситогорський район)
Пожарище (рос. Пожарище) — присілок Бокситогорського району Ленінградської області Росії. Входить до складу Радогощинського сільського поселення.
Населення — 5 осіб (2012 рік). 